# تونی رایان
تونی رایان، (به انگلیسی: Tony Ryan) (زاده ۲ فوریه ۱۹۳۶ - درگذشته ۳ اکتبر ۲۰۰۷) کارآفرین، نیکوکار و سرمایه‌دار ایرلندی بود، که در سال ۱۹۸۵ شرکت رایان‌ایر را تأسیس نمود. وی پیش از تأسیس رایان ایر، سال‌ها در شرکت هواپیمایی ایر لینگاس فعالیت می‌نمود. رایان پیش از درگذشتش در سال ۲۰۰۷، مالکیت ۱۶٪ درصد از سهام شرکت تایگرایر را نیز در اختیار داشت.